# بين ويديمان
بين ويديمان (بالإنجليزية: Ben Wedeman)‏ هو مراسل أمريكي في سي إن إن. غطى الحرب الأهلية الليبية ووفاة الرئيس الإسرائيلي الأسبق أرئيل شارون.